# Dubbeltjespanden

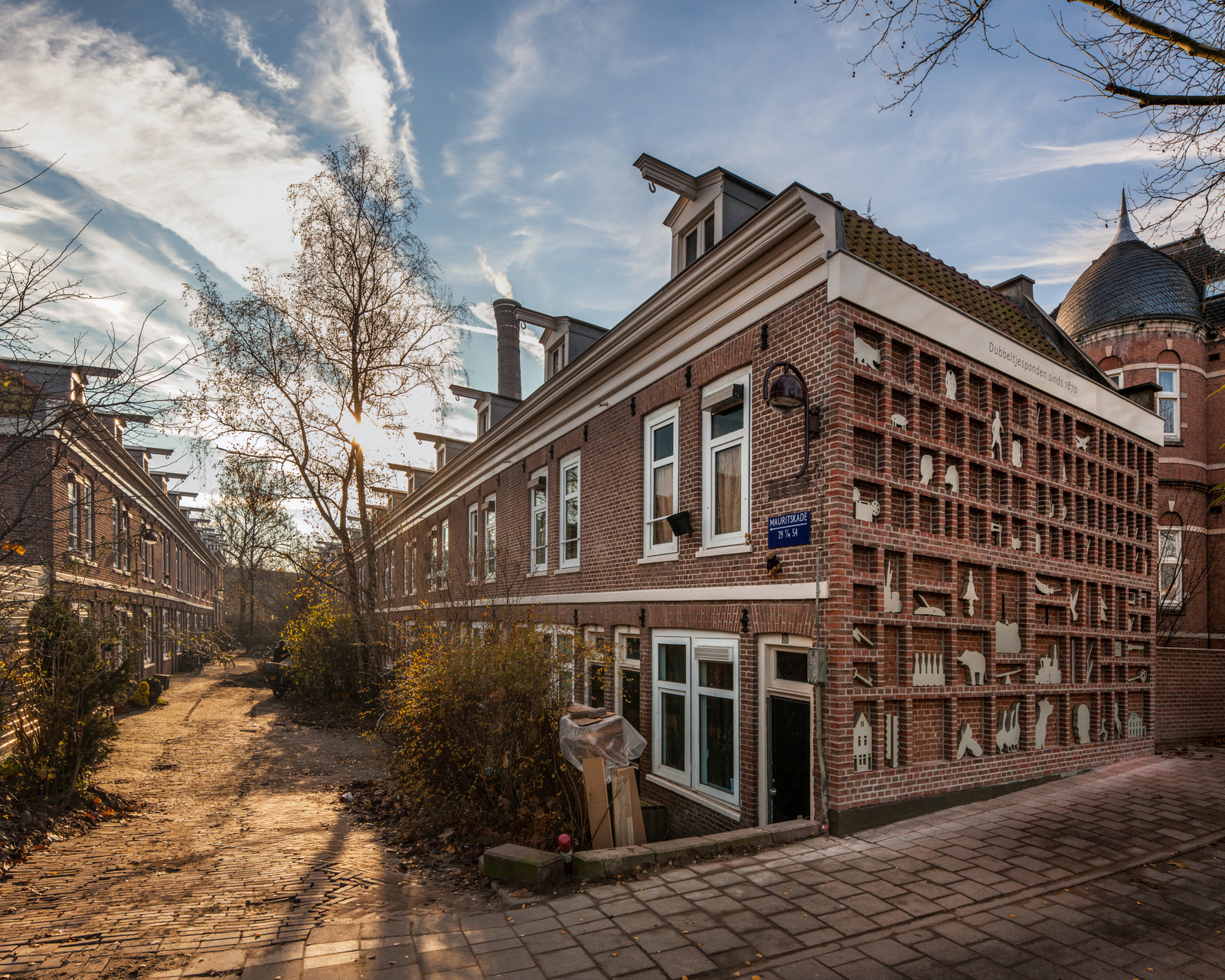
De Dubbeltjespanden aan de Mauritskade, december 2013

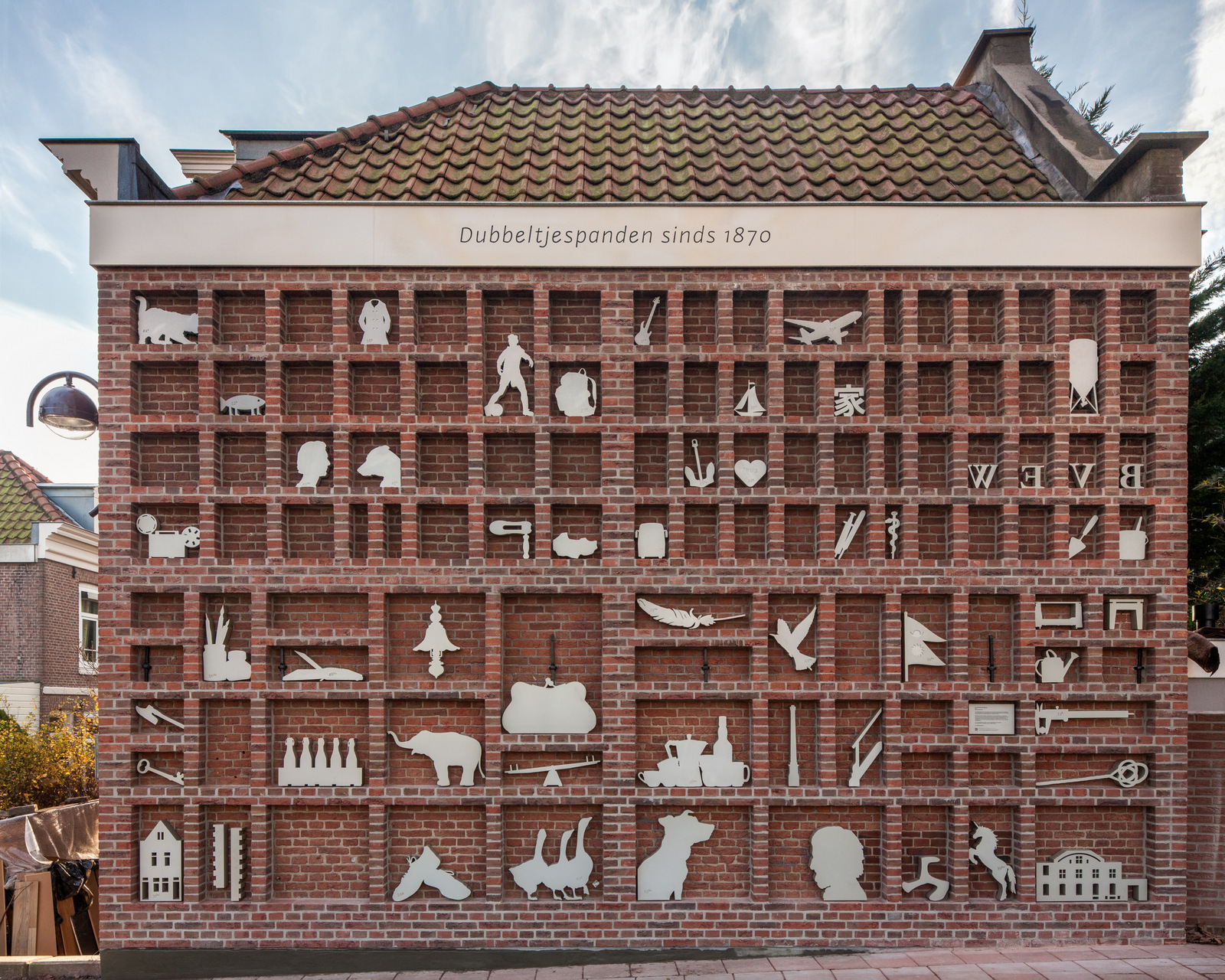
Kunstwerk bij de Dubbeltjespanden aan de Mauritskade, december 2013

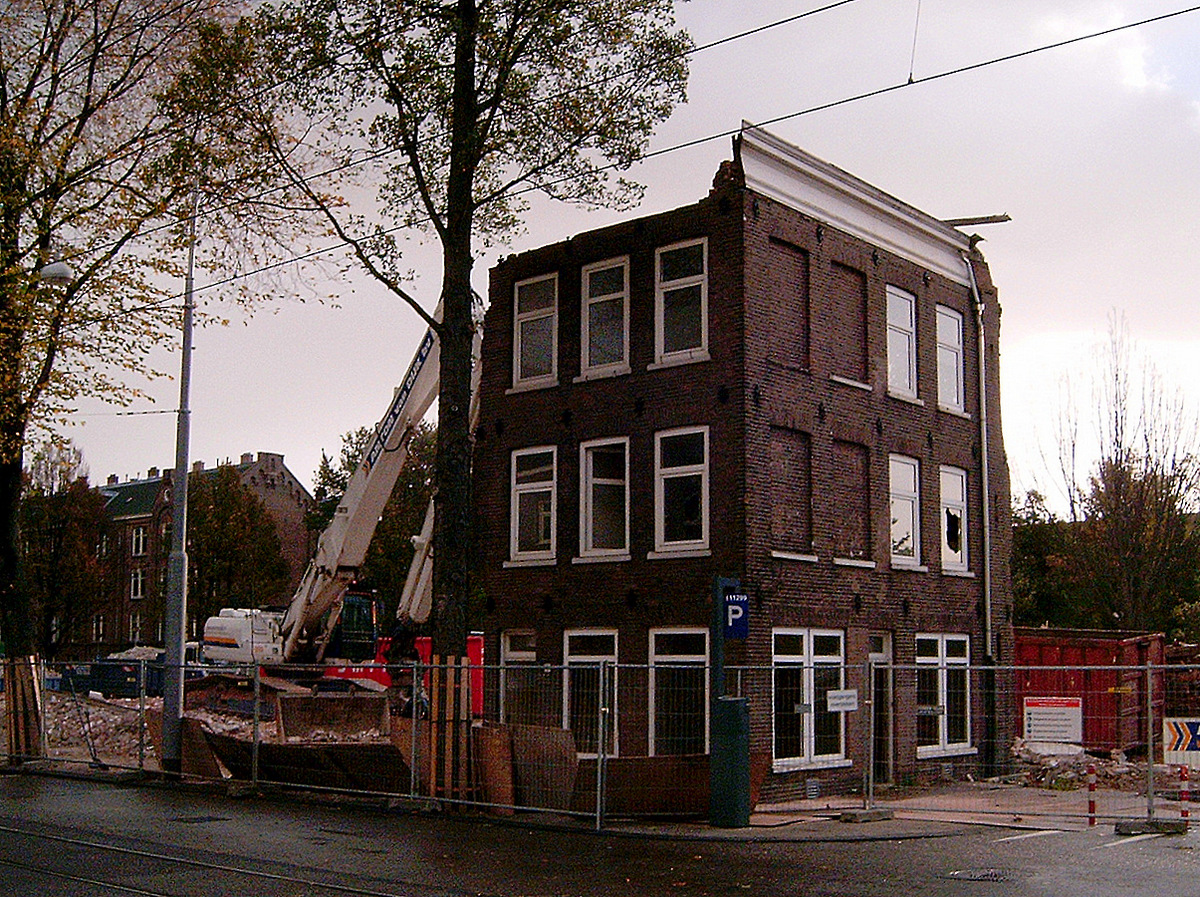
Laatste ‘Dubbeltjespand’ in de Czaar Peterstraat in 2006

Twee bouwcomplexen in Amsterdam worden aangeduid met de naam ‘Dubbeltjespanden’. Mauritskade nr. 29 tot en met nr. 54 en een aantal niet meer bestaande panden in het bouwblok Czaar Peterstraat /Blankenstraat.
Beide woningbouwprojecten werden eind 19e eeuw gerealiseerd door de Bouwmaatschappij tot Verkrijging van Eigen Woningen (BVEW), de eerste coöperatieve woningbouwvereniging in Amsterdam.
De naam ‘Dubbeltjespanden’ heeft te maken met het wekelijkse dubbeltje contributie dat leden van de BVEW destijds aan de bouwmaatschappij betaalden. Door het betalen van de huur en de inleg van dit dubbeltje zouden bewoners na twintig jaar eigenaar van hun woning worden. Dit is uiteindelijk niet gelukt.

## Dubbeltjespanden Mauritskade
De achtentwintig Dubbeltjespanden (met daarin zesenvijftig woningen) aan de Mauritskade vormen samen een straatje, en zijn gebouwd naar een ontwerp van architect J.W. Zoutseling (ook Jan Willem Zoutzeling).
Het straatje was het eerste project van de BVEW, een bouwmaatschappij die in 1868 was opgericht om met vereende krachten de woonomstandigheden van arbeiders te verbeteren.
De eerste vier Dubbeltjespanden dateren uit maart 1872. Door (financiële) problemen bij de bouwmaatschappij liep de bouw van de overige panden vertraging op. Het grootste deel van het straatje was in 1878 gereed. In 1885 werden de laatste twee panden gebouwd.
De huurprijs bedroeg in 1878 fl 1,75 (€ 0,80) per week. De panden hebben een beneden- en bovenwoning die elk een eigen toegang hebben. De oppervlakte van de woningen is circa 30 tot 50 m².
Het straatje wordt tegenwoordig hoog gewaardeerd om zijn cultuurhistorische betekenis.

### Kunstwerk
De huidige eigenaar, Woonstichting de Key, heeft de panden in 2012 ingrijpend gerenoveerd. Ter gelegenheid van de voltooiing van de renovatie heeft kunstenares Marjet Wessels Boer een letterbak getiteld Het begon met een dubbeltje ontworpen met objecten die verwijzen naar heden en verleden van het straatje.

## Dubbeltjespanden Czaar Peterstraat
Een woonblok aan de Czaar Peterstraat was ook bekend onder de naam ‘Dubbeltjespanden’. Deze woningen waren het tweede bouwproject van de BVEW en werden tussen 1878 en 1880 gebouwd. In 2001 vond in dit wooncomplex een zware gasexplosie plaats waarbij gewonden vielen. In 2006 werden de panden gesloopt om plaats te maken voor nieuwbouw. Op de plek van de vroegere dubbeltjespanden staat nu woon- en zorgcomplex de Keyzer.